# Г-2 галеб
Г-2 галеб је југословенски војни школски авион са једним млазним мотором, двосед, са класичном аеродинамичком шемом и трапезним крилом. Пројектовао га је ВТИ, а производила га је ваздухопловна индустрија СФРЈ. Финално је склапан у Фабрици авиона СОКО у Мостару, од 1965. године до 1985. То је био први домаћи авион са млазним мотором који се серијски производио у Југославији и на Балкану.
Први пробни лет је изведен 3. јула 1961. године, са пробним пилотом Ваздухопловноопитног центра у Батајници капетаном Љубомиром Зекавицом (Зеком). Његово увођење у оперативну употребу је започето у ЈРВ, у јулу 1965. године, замењујући претходне авионе исте намене, америчког порекла, Локид Т-33 Шутинг стар. Користи и травнату полетно-слетну стазу. Опремљен ја са фиксно уграђеним ватреним наоружањем и могућношћу подвешавања бомби и невођених ракета, за борбену обуку пилота. Галеб је био веома толерантан на услове експлоатације и оперативне употребе, због чега је добио надимак: летећи фолксваген (буба).
Светској јавности је први пут приказан на међународној изложби авиона у Буржеу 1963. године, када је проглашен за један од најбољих авиона у свету те намене (школовање и обука пилота). На демонстрационом лету, са пилотом Зекавицом, после приказа минималне брзине са извученим закрилцима авион је у тој конфигурацији прешао у леђни лет (што је у супротности са законитостима аеродинамике), сви присутни су били одушевљени и поздравили су то са великим одушевљењем, праћено аплаузом. После слетања Зекавица се пожалио својој екипи: „како сам могао заборавити увући закрилца”? То се и данас препричава међу ваздухопловцима као анегдота, а испала је јединствена и веома атрактивна демонстрација могућности тога авиона у лету.
Укупно је произведено 248 примерка авиона Г-2 галеб, од чега су 130 уведена у оперативну употребу ЈРВ, а остали су извезени у пријатељске земље несврстаног дела света, што је био велики успех и признање за ваздухопловну индустрију СФРЈ.

## Историјат
Пројектантске групе су биле уситњено окупљене око искуснијих, уважених ваздухопловних изграђених ауторитета, углавном у оквиру ваздухопловних фабрика. Селидбом комплетне фабрике авиона Утва из Земуна у Мостар, формирањем Фабрике авиона СОКО и одлуком армијског и државног руководства СФРЈ да се покрене развој домаћег школског авиона са млазним мотором увидело се да је неопходно окупити све кадрове за стварање критичне масе за квалитетно извршење тога захтевног задатка. Донета је одлука, 1956. године, да се те конструкторске групе ваздухопловне индустрије Југославије интегришу у састав Института и да се истом прошири делатност на развој и пројектовање, поред постојеће истраживачке делатности. Са тиме је развој авиона прешао у комплетну одговорност Института. Први задатак у томе прилазу, био је развој школског авиона, са турбомлазним мотором. Ваздухопловнотехнички институт је сарађивао са тактичким носиоцем РВ и ПВО, у дефиницији тактичко техничких захтева (ТТЗ-а) за тај нови авион кроз преходно проучавање светских прилаза школовања пилота у циљу избора сопственог југословенског.
Институт је извршио реорганизацију по службама, које одговарају проширеној намени:
- Аеродинамика
- Пројектовање структуре авиона
- Чврстоћа структуре авиона
- Опрема и системи авиона
- Мотори, погон
- Документација

У почетку су те службе биле на нивоу оделења, а касније су развијене и проширене у секторе према захтевима нових технологија.
Начелници служби су водили послове из своје надлежности, а решења су усаглашавана на Колегијума Института, који је водио управник (касније назван директор). Каснијим усложњавањем пројеката Института (почевши од Орла), уведени су руководиоци пројеката на нивоу Института - програмовође (Директори пројеката).
На основу свеукупне анализе властитих искустава и решења у свету, закључено је да су тренутно актуелна два прилаза школовања пилота:
- Основно школовање на авиону са клипним мотором, а друга фаза наставља се на авиону са млазним мотором.
- Укупно школовање на авиону са млазним мотором.

РВ и ПВО је донело одлуку да се успостави систем укупног школовања пилота са млазним мотором. Из те одлуке су произашли и тактичко технички захтеви (ТТЗ), за једноставан и поуздан авион класичне аеродинамичке конфигурације са трапезним крилом. По томе ТТЗ-у се приступило развоју авиона Галеб са перспективом да исти замени дотадашње школске авионе Авион 522 и Локид Т-33, у школском центру и у тренажним јединицама РВ и ПВО. Свакако да се испред њега и даље задржи почетни Аеро-3.

## Развој
Развој је почео 1957. године, према дефинисаном ТТЗ-у, у Ваздухопловнотехничком институту, по стандардним фазама, претходна анализа, идејни пројекат, претпројекат, пројекат, прототипски развој и израда серијске документације, у тесној сарадњи са тактичким носиоцем (РВ и ПВО) и финалним произвођачем Соколом у Мостару. Аеродинамичка испитивања су извршена у аеротунелима Т-32 и Т-33, који су једини у то време били оперативни у Институту (у воденокавитационом тунелу Т-33, једино је било могуће профилисање поклопца кабине и евентуалног уочавање места првог локалног ударног таласа). Касније су, приликом испитивања у лету, добијена задовољавајућа поклапања аеродинамичких карактеристика. У току ових фаза развоја, у радионици Института у оквиру одељења конструкције структуре израђена је дрвена атрапа, макета у размери 1:1, за помоћ у пројектовању свима учесницима у развоју, са конкретном физичком тродимензионом симулацијом решења пројекта структуре, распореда и уградње опреме. Усклађена решења су усвајана на нивоу колегијума Института. Каснијим напретком технологија и увођењем информатике у процес пројектовања, тај посао се ради тродимензионалном графичком симулацијом помоћу рачунара. Паралелно са активностима Института, у међусобној сарадњи, у Соколу у Мостару, одвијале су се активности у оквиру прототипског развоја.
Први прототип је завршен почетком 1961. а полетео је у мају исте године, са пробним пилотом Љубомиром Зекавицом. Овај прототип је у ствари имао ознаку Г-1 галеб. На њему су сагледане све потребе за измене и модификације, које су и спроведене на другом прототипу Г-2 галеб (који је на слици доле десно).
Као пример, на првом прототипу, била су интегрисана три гумена резервоара у трупу, а на другом је то измењено на два, што је остало и у серијском стандарду.
Развој и производња Галеба је потпуно реализована по британским AP–970 и америчким MIL прописима.

## Опис
Г-2 галеб је једномоторни авион, средњокрилац, двосед, са стајним органима типа трицикл, са бочним уводницима ваздуха и са класичним механичким командама лета. Кабина пилота није под притиском, што је била тада стратегијска одлука, имајући у виду намену, тренутно искуство, расположиву технологију и последично повећање цене и масе авиона, са увођењем система за одржавање притиска и конструктивно заптивање исте. Крило је трапезно са аеропрофилом NACA-64A-210, без угла диедра и стреле. Аеродинамичку кочницу сачињавају две плоче, интегрисане испод централног дела трупа.
Бочни уводници ваздуха обезбеђују услове коришћења травнатих полуприпремљених терена, за полетање и слетање. Изабрани су услови за димензионисање ногу стајних органа, као за слетање на носач авиона, значи за пропадање авиона са вертикалном брзином од 6,5 m/sec, а гуме на точковима, са притиском од 4,5 бара.
Структура змаја авиона је потпуно метална, у технологији међусобног спајања елемената са закивањем, са закивцима са упуштеном главом. Коришћени материјал је превасходно дуралалуминијум, изузев окова, који су од челика.
Мотор је Ролс-Ројс Вајпер 11 MK22-6 (енгл. Rolls-Royce Viper II Mk 22-6 turbine engine), развијен од мотора за беспилотне летелице, веома је поуздан, са временом рада од 1.050 сати, до прве генералне оправке. Статички потисак му је 11,12 kN. Гориво је смештено у два гумена резервоара у трупу, 780 kg и у два метална на крајевима крила (типтенкови), 340 kg. Опремљен је са избацивим седиштем 1B Фоланд и са жироскопским нишаном Феранти ИСИС Д-126Р (енгл. Ferranti Isis D-126R).

## Испитивање у лету
Испитивање у лету извршено је у Ваздухопловноопитном центру, на Аеродрому Батајница. Добијено је сасвим добро поклапање измерених аеродинамичких карактеристика у лету, са мерењима у аеротунелу Т-32 и са аеродинамичким прорачунима у Ваздухопловнотехничком институту у Жаркову.
Измерена је максимална брзина у хоризонталном лету, на висини од 6.200 m, од 812 km/h. Постигнута је са потпуно чистим крилом, без спољних носача за подвешавање терета. Мерење је вршено са прототипом, чија је оплата (кора) била од плакираног дуралног лима, без боје. У циљу истраживања, сви спојеви и цела „оквашена“ површина, били су пресвучени са парафином и углачана, због умањења отпора услед трења. У обрушавању достигнут је Махов број М = 0,81, а касније је ограничен, са упутом пилоту, на М = 0,8. Сила на палици пилота није значајније порасла, на тој брзини, што је потврда да се није значајније ни изменила резерва стабилности, због евентуалне појаве локалних ударних таласа. То је доказ да се није ушло у ту област брзина, што је велика предност, посебно за ову намену авиона. Током тога испитивања носач чеоног стакла се деформисао, због чега је са модификацијама ојачан у серијском стандарду. У реалном оперативном лету, при извршавању стандардних задатака, мала је вероватноћа доласка у такав режим лета, за који је потребно дуготрајно обрушавање, са велике висине.
Измерена је минимална брзина хоризонталног лета, са извученим закрилцима од 158 km/h. Брзина пењања, са 50% ношења горива, износила је 24,5 m/s. Дужина стазе полетања 580 m, а дужина стазе слетања износила је 670 m. Максимални долет је измерен на висини лета од 9.000 m, од 1.240 km, а максимално трајање лета, на висини од 7.000 m, измерено је 2 часа и 30 минута.
Поред релативно мале минималне брзине, авион се на тим режимима добро понашао, а и даље, са преласком у „превучени лет“. Показивао је јасно упозорење доласка у режим лета у област критичног нападног угла и почетак пада узгона. У даљем „превлачењу авиона“ исти се ротирао са носним делом надоле и попречно на једно од крила. Самим попуштањем командне палице (ако је авион био претходно уравнотежен, „натримовано“ хоризонтално крмило), авион се сам враћао у хоризонтални и регуларан лет. Сам није имао тенденцију пада у „ковит“, али је врло добро извршавао команде за ту намерно извођену фигуру лета. Према британском пројектном пропису AP-970 авиони за основно школовање, испитују се до шест окрета у „ковиту“, у обе стране. Г-2 галеб се у току испитивања у лету доказао, да је стриктно испуњавао границе прописа, у нормама AP-970, за понашање и вађење из „ковита“. То је једна од најбитнијих карактеристика поузданости авиона, који се користе за школовање пилота почетника.
Слични су докази и са структуром змаја авиона. Резултати испитивања и искуство из експлоатације, показали су добро поклапање са прорачунима чврстоће и аероеластичности структуре. Иста је при прегледу и после 5.000 часова налета била у задовољавајућем стању. Слично је и са отпорношћу на корозију. Већина авиобаза за ове авионе су били у близини мора, где су били изложени концентрацији соли, али је структура остала неоштећена. Све у свему, са пуним оправдањем Г-2 је, у пилотском жаргону, добио надимак: летећи фолксваген (буба).

## Варијанте
- Г-1 галеб : Први прототип.
- Г-2 галеб : Други прототип
- Г-2А галеб : Стандард серијског авиона, за основну и борбену обуку, тренажу и за лаку подршку.
- Г-2А-Е : Извозна верзија за Либију и Замбију
- Г-3 галеб : Варијанта добијена модификацијом основне, са допунским опремањем, у самосталној реализацији Сокола. Изведен је само један примерак. Није било серијске производње.
- Г-2Ш: Варијанта авиона без наоружања.
- Развијен у јуришну варијанту једноседа за подршку, са појачаним мотором, три митраљеза 12,7 mm и са нешто већом носивошћу, Ј-21 јастреб.

Производио се све до половине 1983. године, укупно 248 примерака: 3 прототипа, 130 примерка под ознаком N-60 за потребе ЈРВ, а остали за извоз. Г-2 галеба је заменио у оперативној употреби РВ и ПВО савременији наследник Г-4 супер галеб.

## Изложени примерци
- № 23001, прототип изложен у Музеју ваздухопловства у Београду.
- № 23108, изложен у Музеју ваздухопловства у Београду.
- № 23154, изложен у Музеју ваздухопловства у Београду.
- № 23156, изложен у Музеју ваздухопловства у Београду.

## Корисници[14]
- СФРЈ
  -  У ЈРВ, укупно је уведено у оперативну употребу 130 авиона Г-2А, у школски центар у Задру и у тренажне јединице по војним аеродромима.
- Либија, 112 авиона, под ознаком Г-2А-Е.
- Замбија, 6 авиона, под ознаком Г-2А-Е.
- Србија
  - 1 авион у саставу Техничког опитног центра (ТОЦ) Војске Србије.
  - 5 авиона се налази у аеро-клубу „Галеб Г-4” из Новог Сада.
  - 1 авион се налази у аеро-клубу „Галеб”, авион је базиран на Аеродрому Лисичји Јарак код Београда.
  - 1 авион се налази у аеро-клубу „Зрењанин”.
  - 1 авион у приватном власништву пословног човека из Аустралије, авион је базиран на Аеродрому Ечка код Зрењанина и рег.ознаке VH-YUE.
- Словенија
  - 1 авион у приватном власништву Приможа Јовановића.
  - 1 авион у аеро-клубу „Aquila Air Adventures”.

== Бивши корисници

## Карактеристике

### Опште
| - Посада - двоје - Носивост - 300 - Дужина - 10,34 - Размах крила - 10,47 m, 11,62 са крилним резервоарима - Висина - 3,28 | - Површина крила - 19,43 - Празна тежина - 2.620 - Максимална полетна маса - 4.300 - Мотор - један ДМБ Вајпер АСВ.11 Марк 22-6 млазни мотор, 11,12 потиска - Унутрашње гориво - 780 - Спољашње гориво - до 340 kg|

### Перформансе
| - Највећа брзина лета - 812 на висини 6.200 - Брзина крстарења - 730 на висини 6.000 - Долет - 1.242 | - Највећа висина - 12.000 - Брзина пењања - 1.370 - Останак у ваздушном простору (аутономија лета) - највише 2,5 h - Дозвољено нормално убрзање - од -4 до +8 g|

### Наоружање
- 2 митраљеза Колт-Браунинг М3, 12,7 mm, са по 80 метака
- Два спољна носача наоружања за ношење:
  - 2 бомбе од 100 kg или
  - 4 невођене ракете од 57 mm или
  - 2 невођене ракете од 127 mm[4][5]